# Spasmin
Spasmin ist, neben den Motorproteinen Myosin und Dynein, ebenfalls ein kontraktiles Protein und etwa 20 kDa groß. Es wurde bisher lediglich bei Protozoen nachgewiesen und ist hier im Besonderen für die Bewegung peritricher Ciliaten verantwortlich.
Einige sessile Dinoflagellaten und ein Heliozoon beispielsweise sind an das Substrat mit kontraktilen Stielen angeheftet. Die Grundlage der Kontraktion bildet eine Stielstruktur, welche als Spasmonem bezeichnet wird. Diese liegt in einem Cytoplasmaschlauch und erstreckt sich vom Zellkörper bis hin zur Stielbefestigung am Substrat. Zusammengesetzt ist das Spasmonem aus ~3 nm dicken Untereinheiten. Diese Untereinheiten bestehen in erster Linie aus Spasminmolekülen, welche in Längsrichtung des Stiels angeordnet sind. Bei peritrichen Ciliaten wie dem Glockentierchen Vorticella, Carchesium und Zoothamnium konnte das Protein ebenfalls nachgewiesen werden.
Das Protein Spasmin besteht zu einem großen Teil aus sauren Aminosäuren und besitzt die Fähigkeit, Calciumionen zu binden. Die Kontraktion des Spasmonems wird durch eine Calciumionenfreisetzung aus den endoplasmatischen Tubuli induziert, welche das Spasmonem umgeben. Die Konzentration der Ionen steigt dabei von 10−8 auf 5.10−6 Mol an. Versuche, die mit dem System in vitro durchgeführt wurden, konnten zeigen, dass ATP für eine Kontraktion nur indirekt erforderlich ist. Die Erschlaffung beruhte dabei auf dem Entfernen der Calciumionen aus dem Inkubationsmedium. Daraus kann für das System in vivo geschlossen werden, dass ATP für einen Mechanismus benötigt wird, welcher die Ionen in die endoplasmatischen Tubuli zurückpumpt und so eine Rückkehr des Stiels zu seiner Ausgangslänge ermöglicht, wobei der energiereiche Ausgangszustand des Spasmonems wiederhergestellt wird.
Als zugrunde liegender Mechanismus wird hierbei eine Abdeckung negativer Ladungen des Spasmins durch die Ca2+-Ionen diskutiert. Diese könnten entsprechend eine Konformationsänderung des Spasmins zur Folge haben. Durch diese Proteinfaltung würde es dann zu einer Kontraktion kommen.

## Weiterführende Literatur
- T. Itabashi, K. Mikami, H. Asai: Characterization of the spasmin 1 gene in Zoothamnium arbuscula strain Kawagoe (protozoa, ciliophora) and its relation to other spasmins and centrins. In: Research in Microbiology. 154, 2003, S. 361–367. doi:10.1016/S0923-2508(03)00050-0
- T. Ochiai, M. Kato, T. Ogawa, H. Asai1: Spasmin-like proteins in various ciliates revealed by antibody to purified spasmins of Carchesium polypinum. In: Experientia. 44, 1988, S. 768.